# Kurt Ainsworth
Kurt Harold Ainsworth, född den 9 september 1978 i Baton Rouge i Louisiana, är en amerikansk före detta professionell basebollspelare som spelade fyra säsonger i Major League Baseball (MLB) 2001–2004. Ainsworth var högerhänt pitcher.
Ainsworth tog guld för USA vid olympiska sommarspelen 2000 i Sydney.

## Karriär

### College
Ainsworth studerade vid Louisiana State University i hemstaden Baton Rouge, där han spelade baseboll för LSU Tigers.

### Major League Baseball
Ainsworth draftades 1999 av San Francisco Giants som 24:e spelare totalt. Sin första match i MLB spelade han den 5 september 2001 för Giants. Han spelade bara två matcher den säsongen och sex matcher nästa. Mitt under 2003 års säsong byttes han bort till Baltimore Orioles, och sammanlagt spelade han 14 matcher den säsongen. 2004 blev det sju matcher för Orioles. Totalt i MLB spelade Ainsworth 29 matcher, där han var 6–8 (sex vinster och åtta förluster) med en earned run average (ERA) på 5,19 och 90 strikeouts.

### Internationellt
Ainsworth tog guld för USA vid olympiska sommarspelen 2000 i Sydney. Han startade och vann två matcher i gruppspelet, mot Nederländerna och Australien.

## Efter karriären
Medan Ainsworth fortfarande var aktiv som proffs var han med och grundade ett företag som tillverkade basebollträn av hög kvalitet. Efter några år var företaget ledande på marknaden och dess trän användes av många spelare i MLB, såsom till exempel Albert Pujols och Andrew McCutchen.